# Lavanda (cor)
Lavanda (em inglês:  lavender) é uma tonalidade clara de roxo ou violeta. Refere-se particularmente à cor da flor de mesmo nome. A cor da web chamada lavanda está exibida ao lado — ela corresponde à cor da parte mais pálida da flor; no entanto, a cor mais saturada mostrada como lavanda floral se assemelha mais à cor média da flor de lavanda conforme mostrada na imagem e é o tom de lavanda historicamente e tradicionalmente considerado como lavanda pela maioria das pessoas, ao contrário dos designers de sites. A cor lavanda pode ser descrita como um roxo intermediário, um roxo azulado pálido, ou um roxo-rosado claro. O termo lavanda pode ser usado de forma geral para uma ampla gama de roxos claros, pálidos ou arroxeado-acinzentados, mas apenas no lado azul; lilás é um roxo pálido do lado rosa. Em pinturas, a cor lavanda é obtida misturando tinta roxa com tinta branca.

## Desenvolvimento histórico do conceito da cor
O primeiro uso registrado da palavra lavander como termo de cor em inglês foi em 1705.
Originalmente, o nome lavanda referia-se apenas às flores. Em 1930, o livro A Dictionary of Color identificava três tonalidades principais de lavanda — lavanda floral, lavanda cinza e lavanda azul, além de uma quarta tonalidade chamada lavanda antiga (um cinza-lavanda mais escuro). Em 1955, a publicação do ISCC-NBS Dictionary of Color Names, um dicionário de cores usado por colecionadores de selos para identificar cores de selos, hoje disponível na Internet, listava dezenas de diferentes tons de lavanda. Hoje, embora a cor lavanda floral (a cor da flor da planta de lavanda) permaneça como o padrão para lavanda, assim como existem muitos tons de rosa (tons claros de vermelho, rosa claro e magenta claro), existem muitos tons de lavanda (alguns magentas claros, alguns roxos claros, principalmente violetas claros, assim como alguns violetas acinzentados, e alguns índigos claros).

## Variações

### Lavanda ruborizada
Exibida à direita está a cor da web lavanda ruborizada. É um tom rosado pálido de lavanda.

### Névoa de lavanda
A cor designada como névoa lavanda na web é uma tonalidade muito pálida da tinta lavanda que, em outros contextos (artísticos), pode ser descrita como névoa de lavanda.

### Lavanda lânguida
Exibida à direita está a cor lavanda lânguida. A fonte dessa cor é o Sistema de Cores Plochere, um sistema de cores formulado em 1948 amplamente utilizado por decoradores de interiores.

### Cinza lavanda
O nome histórico para essa cor é cinza lavanda. Está listada em A Dictionary of Color  como uma das três principais variações de lavanda em 1930, junto com lavanda azul e lavanda [floral]. Essa cor é semelhante ao lápis de cor Prismacolor PC 1026, Greyed Lavender.

### Sabão
A cor sabão está exibida à direita. Sabão é uma cor formulada pela Crayola em 1994 como uma das cores de sua caixa especial Magic Scent.

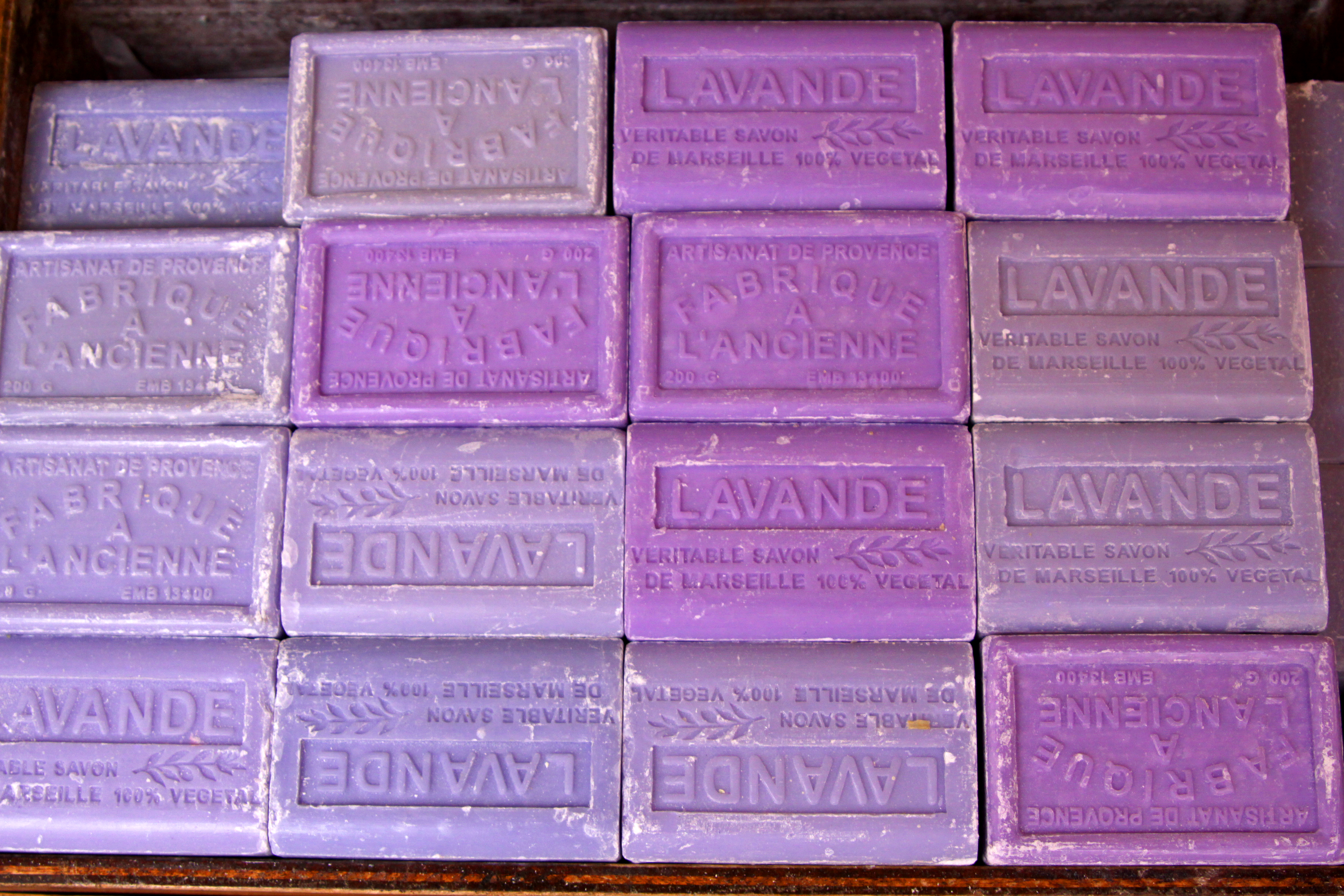
Barras de sabão com lavanda da Provença

Essa cor é uma representação do sabão perfumado com lavanda, uma das fragrâncias mais populares para sabão.

### Lavanda pálida
À direita está exibida a tonalidade pálida de lavanda mostrada como lavanda pastel na amostra 209 do Dicionário de Nomes de Cores ISCC-NBS.

### Azul lavanda

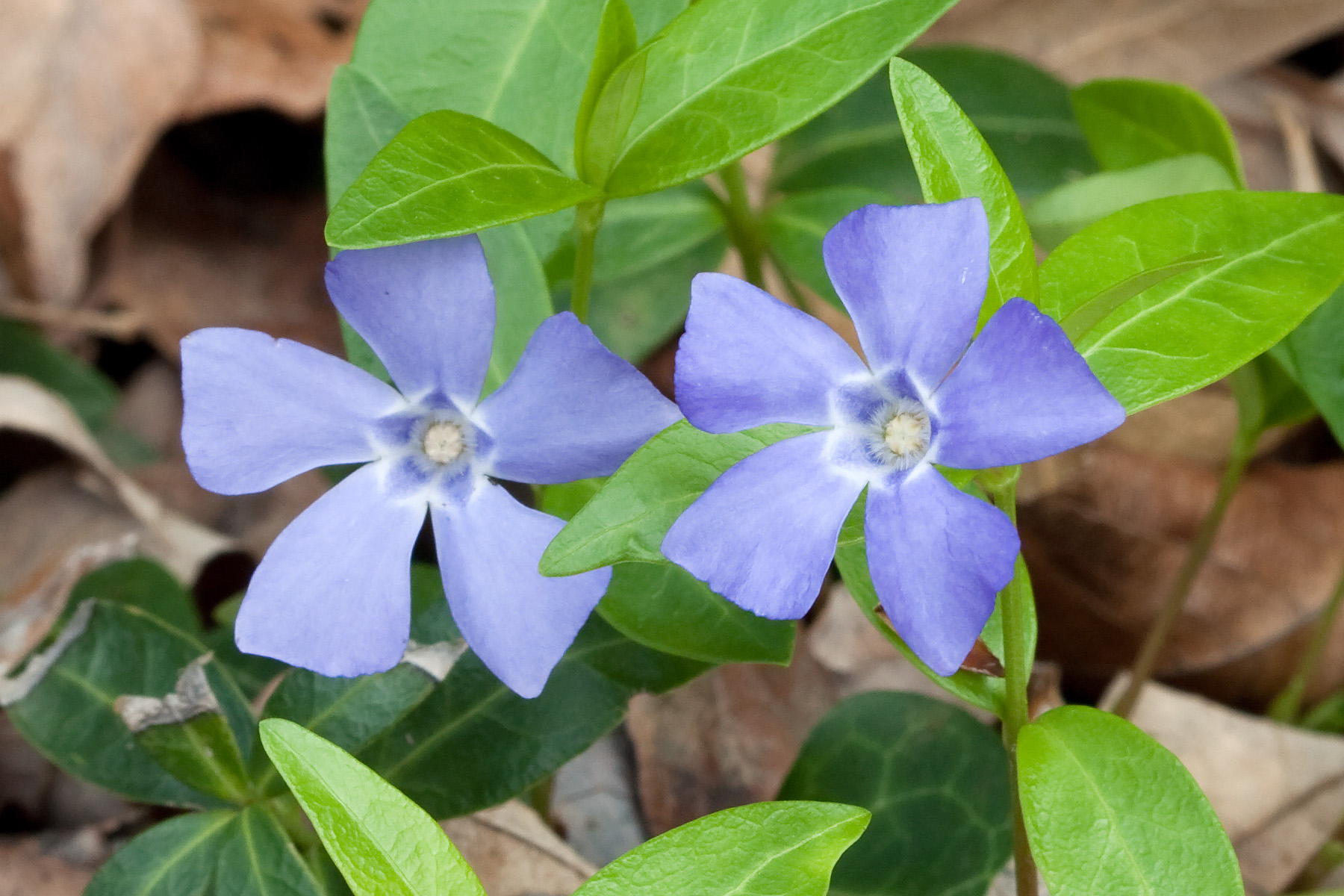
Uma flor de pervinca

Azul lavanda foi listado no A Dictionary of Color como uma das três principais variações de lavanda em 1930, junto com lavanda cinza e a lavanda [floral]. É identificada como sendo da mesma cor que periâncora. O primeiro uso do termo azul lavanda como nome de cor foi em 1926.

### Lavanda clara (glicínia)

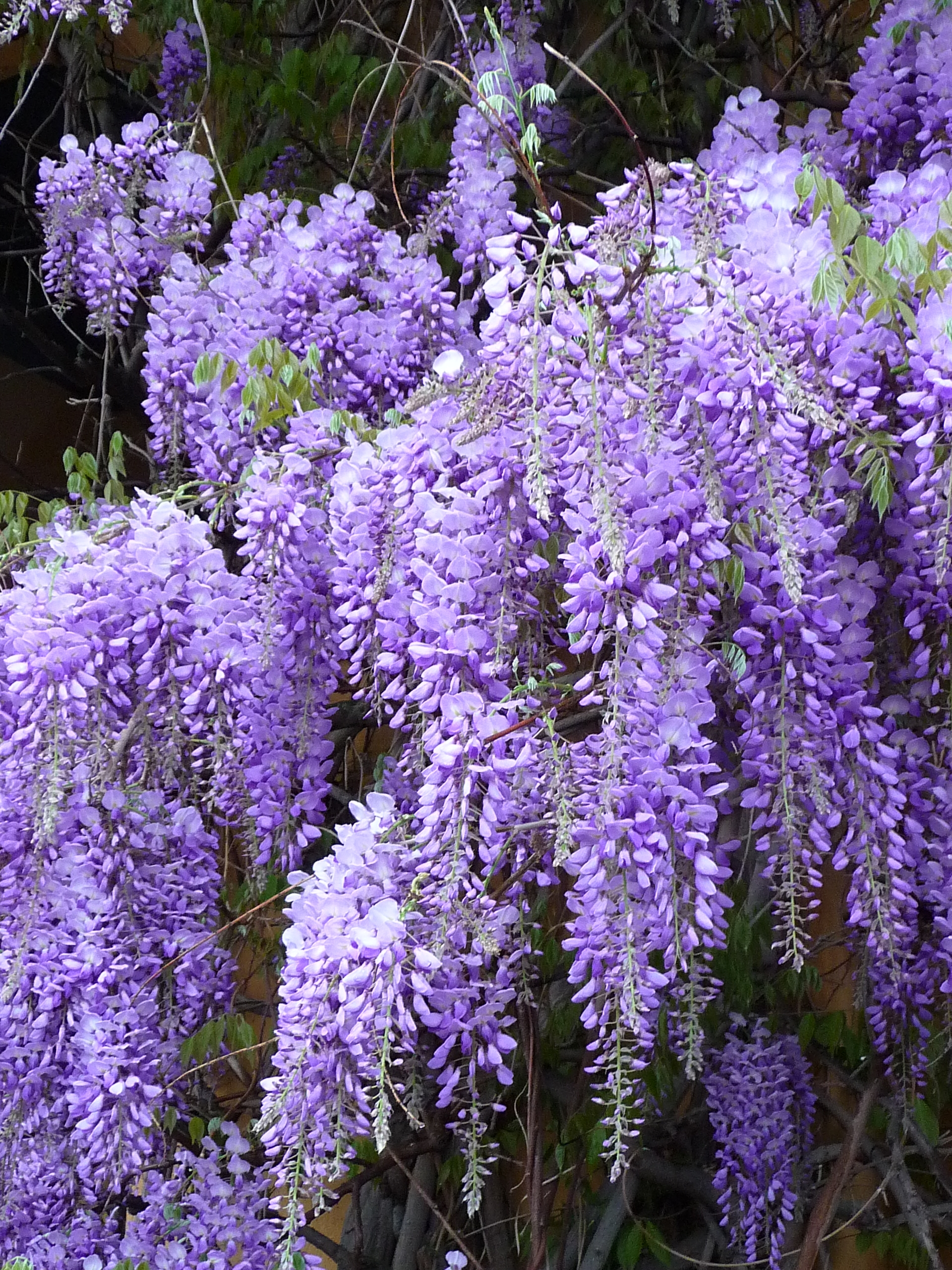
Glicínia chinesa

A cor glicínia é exibida à direita. Glicínia, uma cor violeta claro médio, é equivalente à lavanda clara.
O lápis de cor Prismacolor PC 956, que anteriormente se chamava violeta claro e agora é chamado de lilás (a cor real do lápis de cor é equivalente à glicínia e não ao lilás) é desta cor.

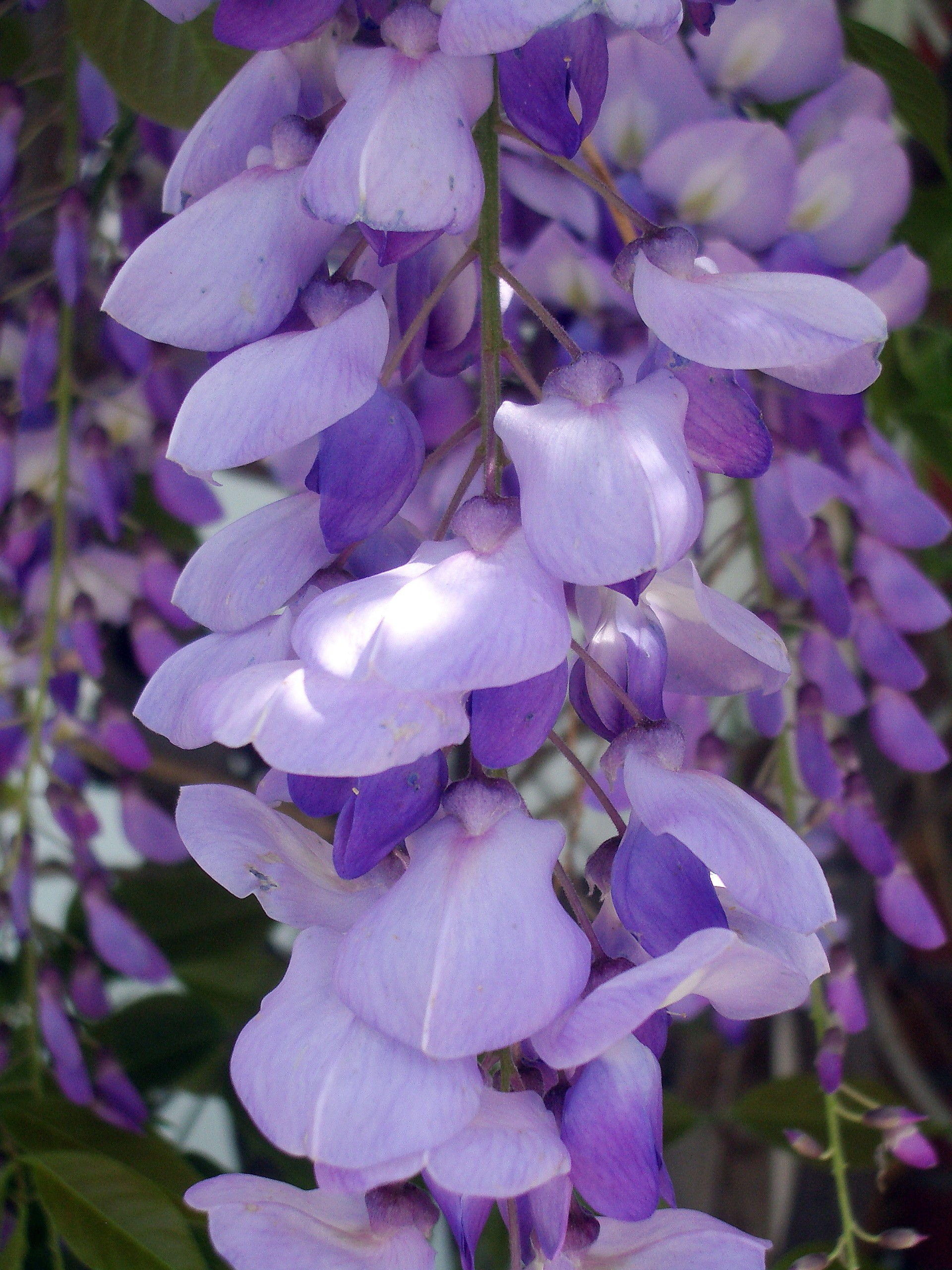
Close de glicínia

Glicínia exatamente neste tom é uma das cores do giz de cera Crayola, formulada em 1993. O primeiro uso registrado do nome glicínia como nome de cor em inglês foi em 1892.

### Lavanda rosa
A cor lavanda rosa é exibida à direita.
A fonte desta cor é a lista "Pantone Textile Paper eXtended (TPX)", cor #14-3207 TPX—Pink Lavender.

### Lavanda rosada
Após a introdução do sistema de cores Munsell, no qual roxo, descrito como equivalente ao vermelho-violeta, é descrito como uma das cinco cores primárias psicológicas junto com vermelho, amarelo, verde e azul, algumas pessoas começaram a pensar na lavanda como sendo uma cor algo mais rosada.[carece de fontes?]

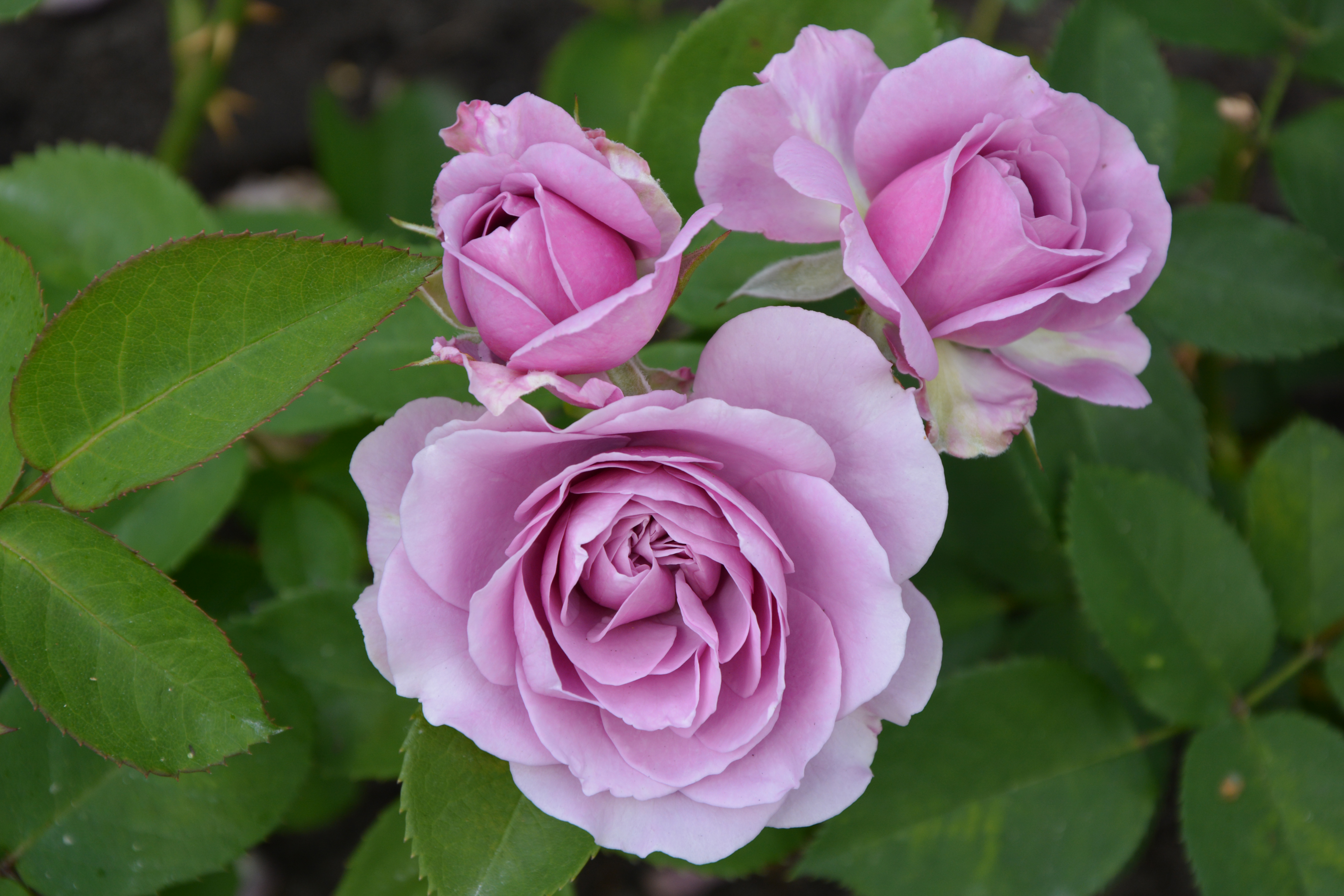
Rosas lavanda rosada

Esta cor pode ser descrita como lavanda rosada ou roxo-claro rosado quando o roxo é definido como equivalente ao vermelho-violeta, como os artistas fazem.[carece de fontes?]

Este tom de lavanda, exibido à direita, é a cor designada como lavanda (cor #74) na lista de cores de giz de cera Crayola. Esta versão de "lavanda" é muito mais rosada que os outros tons de lavanda aqui mostrados.

### Ameixa
À direita está exibida a cor magenta lavanda médio, que é equivalente à versão cor web de ameixa (ameixa clara).

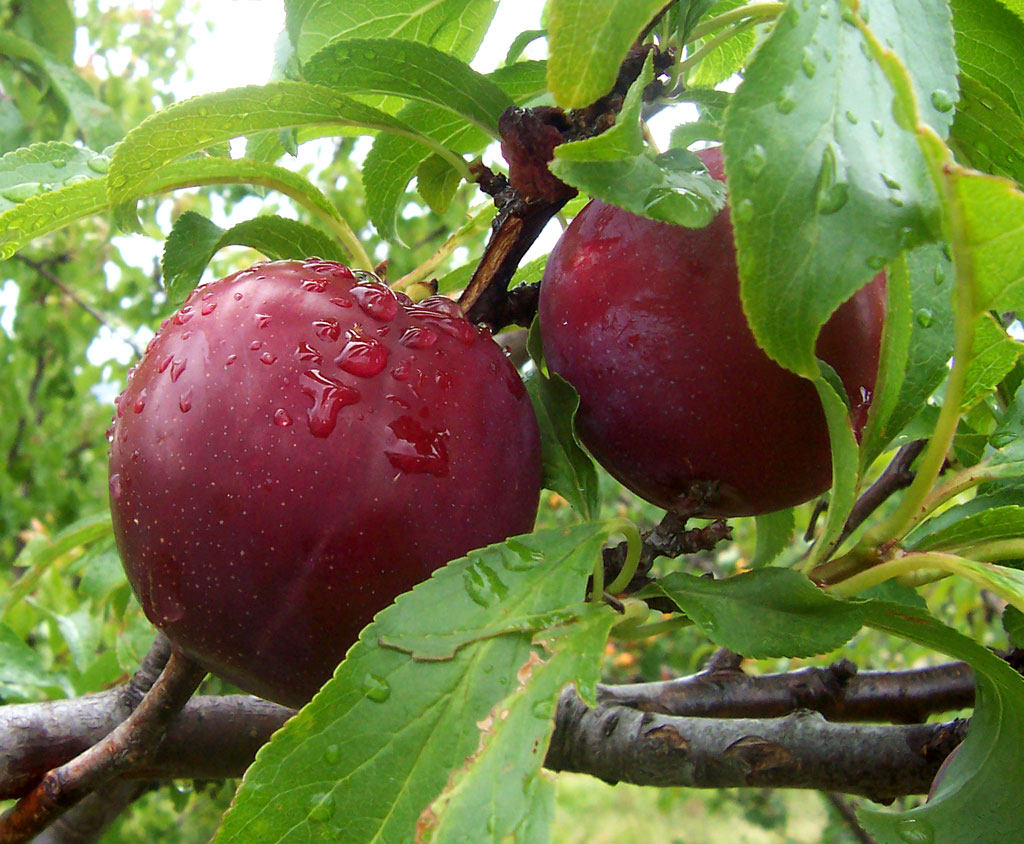
Frutos de ameixa

Essa cor pode ser considerada tanto como um tom de lavanda, pois é uma cor clara entre rosa e azul, quanto como um tom médio claro de magenta, porque seus valores de vermelho e azul são iguais (assinatura de uma cor magenta em exibição de computador).

### Heliotrópio

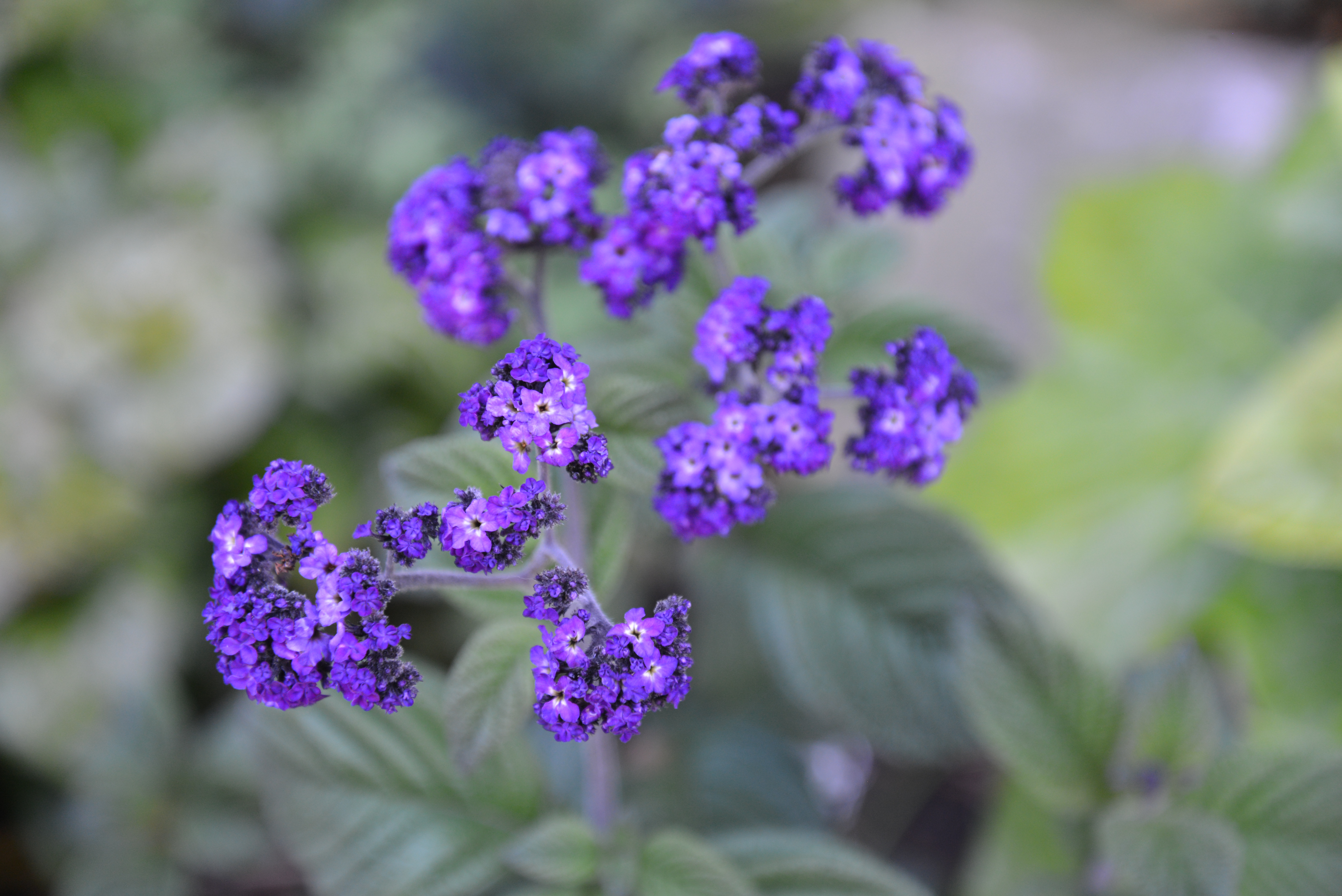
Heliotrópio de jardim

A cor heliotrópio é mostrada à direita. Outro nome para essa cor é lavanda psicodélica, pois era uma cor popular frequentemente usada na arte de pôsteres psicodélicos dos hippies no final dos anos 1960 para o Fillmore Auditorium e o Avalon Ballroom em São Francisco. Esses pôsteres eram vendidos nas head shops do bairro Haight-Ashbury e foram desenhados por artistas como Wes Wilson, Stanley Mouse, Rick Griffin e Victor Moscoso.

### Lavanda floral

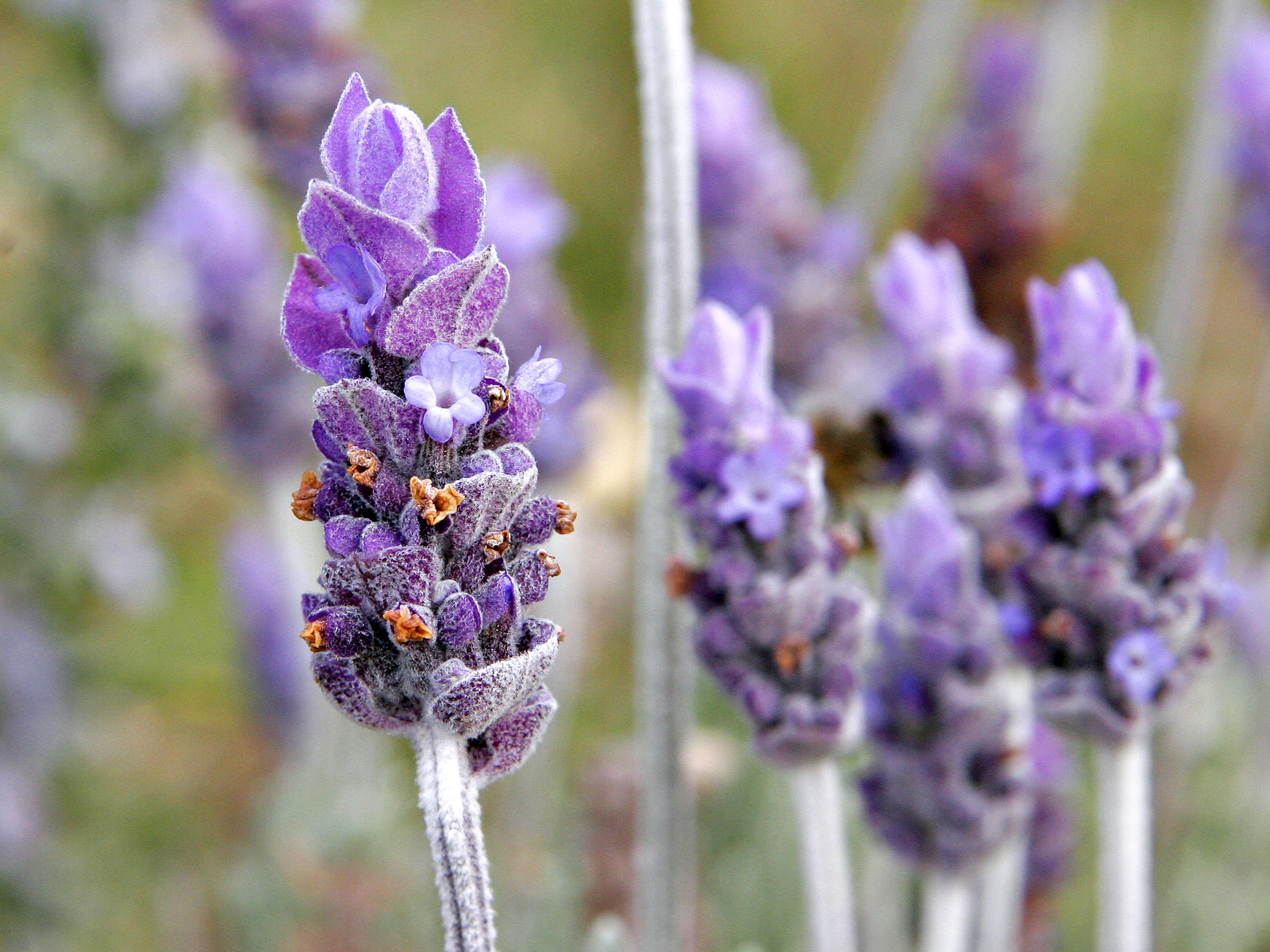
Uma flor de lavanda

À direita está exibida a cor lavanda floral. Esta cor corresponde à mostrada como "lavanda" (vista sob uma lâmpada fluorescente de espectro completo) no livro de 1930 A Dictionary of Color, padrão mundial de nomes de cores antes da introdução dos computadores. Esta cor também pode ser chamada de lavanda floral. É um violeta médio.
Este tom de lavanda seria a cor aproximada resultante da mistura de 50% de violeta com 50% de branco.
Este tom pode ser considerado como a lavanda "real", e os outros tons exibidos neste artigo podem ser vistos como variações desta tonalidade.
Essa lavanda também corresponde de perto à cor listada como lavender em um gráfico básico de tons de roxo.

### Ametista

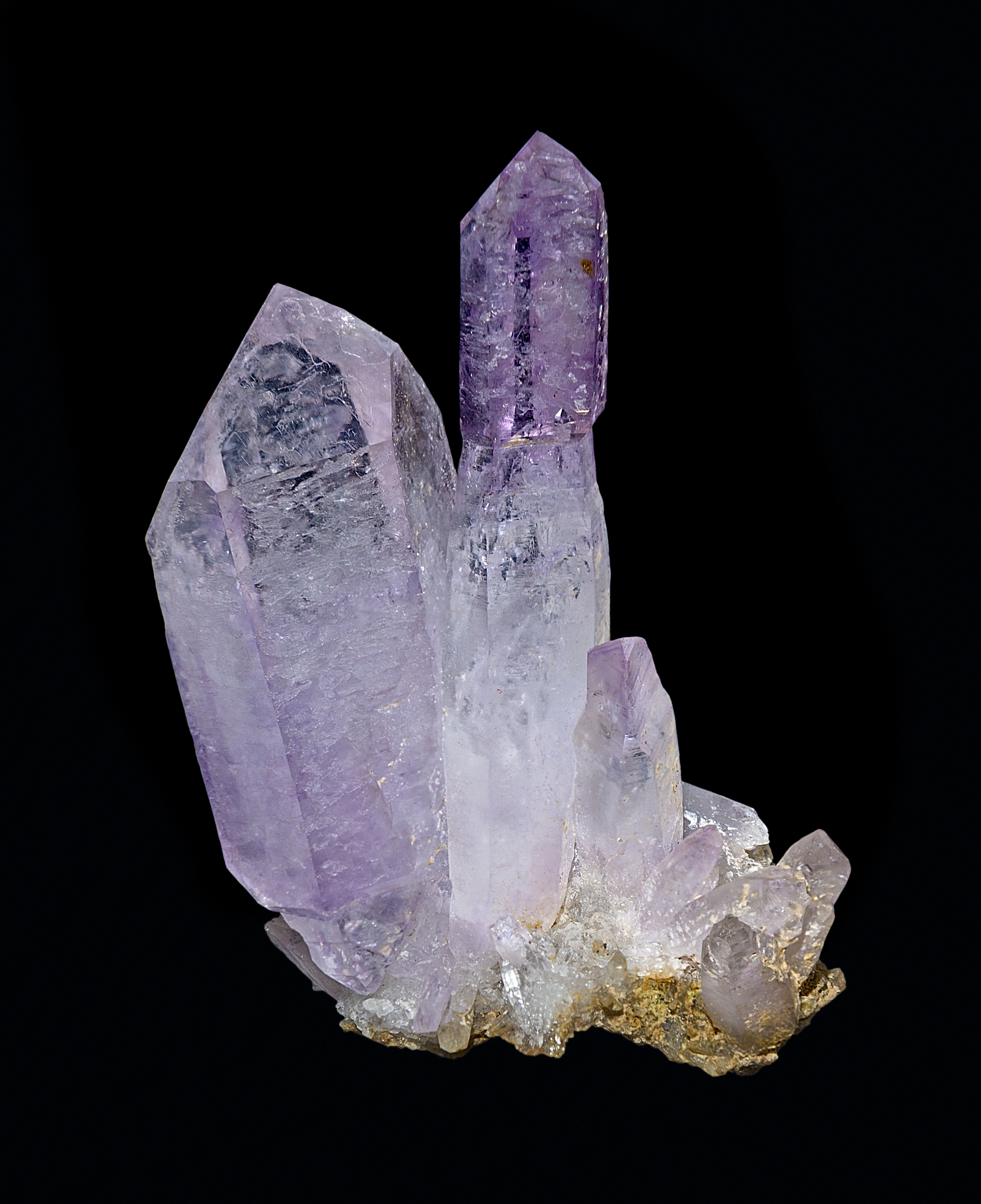
Cristais de ametista

A cor ametista é um tom moderado e transparente de violeta. Seu nome deriva da pedra ametista, uma forma de quartzo. A ametista é a pedra do nascimento de quem nasce em fevereiro.
O primeiro uso registrado de ametista como nome de cor em inglês foi em 1572.

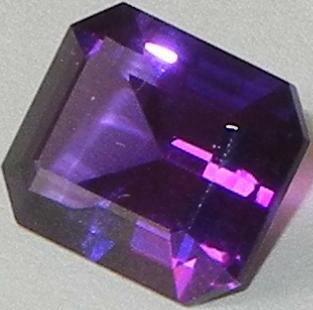
Ametista facetada

Embora a cor da ametista natural varie de roxo a amarelo, a cor ametista referida aqui é o roxo moderado mais comumente associado às pedras de ametista. Há discordância quanto à causa da coloração roxa da pedra ametista. Alguns acreditam que a cor se deve à presença de manganês, enquanto outros sugerem que poderia ser causada por tiocianato férrico ou enxofre presentes nas pedras.

### Lavanda profunda
Exibida à direita está a cor da web roxo médio, equivalente a violeta médio profundo ou lavanda profunda.

### Majestade da montanha roxa)
Exibida à direita está a cor majestade da montanha roxa, uma cor da Crayola desde 1993. Essa cor pode ser considerada como um cinza lavanda médio.
Essa cor era chamada de lavanda nos lápis de cor Crayola antes de 1958, quando a Crayola passou a chamar a cor mostrada acima de lavanda rosa como sendo lavanda. Veja o site "Lost Crayola Crayon Colors". Por isso, outro nome para essa cor é lavanda roxa.

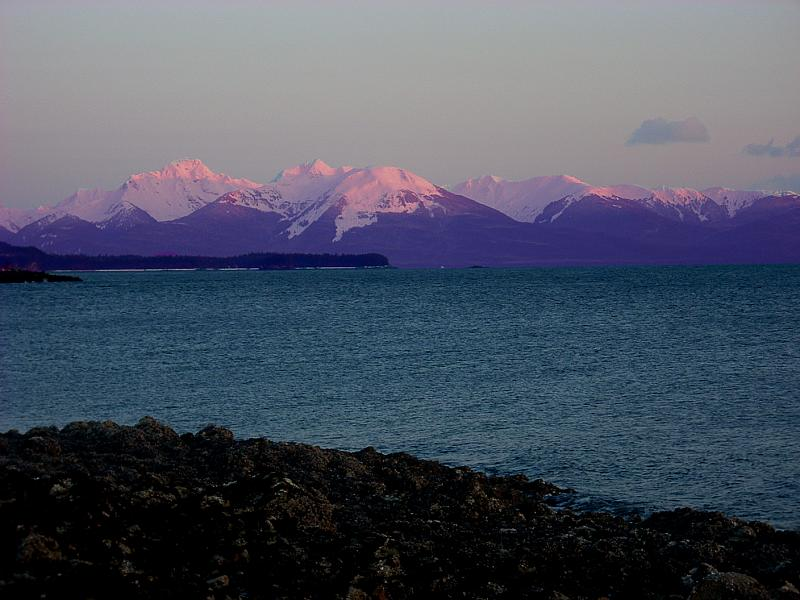
Vista da montanha em Auke Bay, Alasca, mostrando tonalidades roxas distintivas

Essa cor é uma representação de como as montanhas parecem quando estão distantes.

### Lavanda inglesa
Exibida à direita está a cor lavanda inglesa.
Lavanda inglesa é um tom médio claro de lavanda rosada acinzentada.

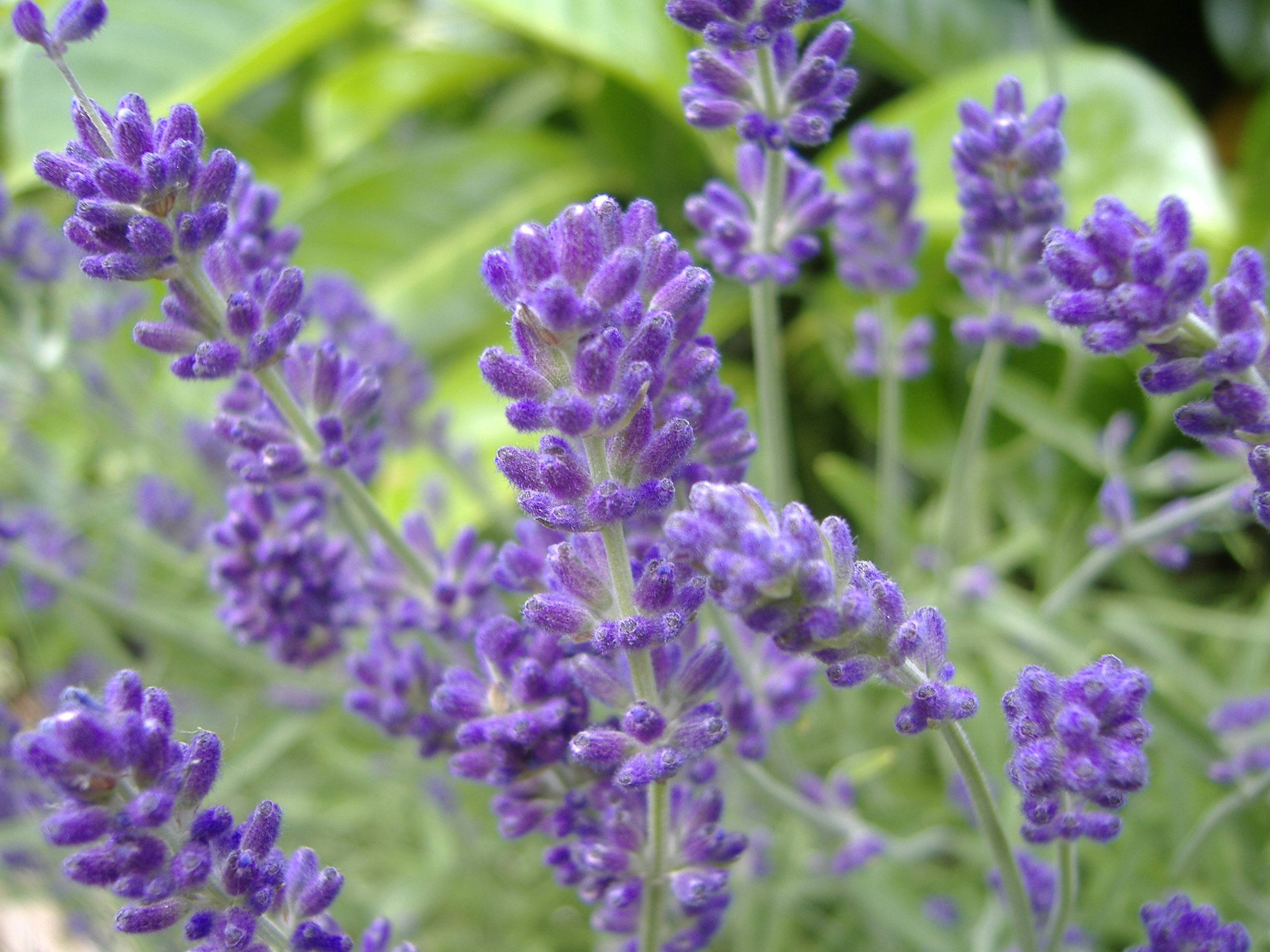
Lavanda inglesa

A fonte dessa cor é a lista de cores "Pantone Textile Paper eXtended (TPX)", cor #17-3617 TPX—Lavanda Inglesa.

### Lavanda crepuscular
A cor lavanda crepuscular é exibida à direita. Lavanda crepuscular é uma cor formulada pela Crayola em 1990 como uma das cores da sua caixa especial de cores metálicas Silver Swirls.
Embora essa devesse ser uma cor metálica, não há um mecanismo para exibir cores metálicas em um computador.

### Lavanda antiga
A cor cinza lavanda escura exibida à direita é chamada de lavanda antiga. É um violeta acinzentado escuro.
O primeiro uso registrado de lavanda antiga como nome de cor em inglês foi no ano de 1924.

## Cultura

### LGBT
Assim como na década de 1890 o malva simbolizava a homossexualidade, a cor lavanda tornou-se o símbolo da homossexualidade nas décadas de 1950 e 1960. O hino gay Das lila Lied foi lançado em 1920 com a frase "nós só amamos lavanda de noite...". Em 1923, Harold Hersey escreveu um poema irônico chamado "The Lavender Cowboy" sobre um cowboy pouco masculino com "apenas dois fios de cabelo no peito". Um dicionário de gírias de 1935 relatou que "traço de lavanda" significava um homem afeminado ou um marica, um termo usado em 1926 por Carl Sandburg para descrever o jovem Abraham Lincoln. Na década de 1960, os homófilos às vezes eram chamados de meninos lavanda (esse termo ainda é usado por algumas pessoas, gays e não gays, para se referir aos gays). Uma convenção lavanda é uma convenção de homossexuais. Um heterossexual que tem algumas tendências homossexuais é descrito como alguém com uma pitada de lavanda. Na década de 1970, o rosa tornou-se mais frequentemente associado à homossexualidade por causa do uso do triângulo rosa como símbolo da libertação queer. No entanto, os gays da geração baby boom podem ainda pensar em lavanda como a cor mais gay. Há conceitos que usam a palavra lavanda ou lavender aludindo a comunidade, como em casamento lavanda ou linguística lavanda.
A cor se encontra em muitas das bandeiras do orgulho, como em algumas variantes da bandeira arco-íris, bandeiras lésbicas, bandeiras gays, bandeira bissexual, bandeiras genderqueer e queer. A cor roxa também é utilizada em outras bandeiras, por influência de lavanda, como na bandeiras assexual, intersexo e não binária.